# Rimeize (rivière)
Pour les articles homonymes, voir Rimeize.
La Rimeize est une rivière française qui coule dans le département de la Lozère, en ancienne région Languedoc-Roussillon, donc en nouvelle région Occitanie. C'est un affluent de la Truyère en rive gauche, donc un sous-affluent de la Garonne et du Lot.

## Géographie
De 37,3 km de longueur, la Rimeize prend naissance sur le flanc oriental du massif de l'Aubrac sur le territoire de la localité de Malbouzon. La première partie de son cours s'effectue en direction du sud-est, mais peu après avoir traversé la localité de Malbouzon, elle effectue un virage à 90° en direction du nord-est. Elle garde cette orientation jusqu'à la fin de son parcours de plus de 37 kilomètres. La Rimeize se jette dans la Truyère (rive gauche) entre les localités de Rimeize et de Saint-Alban-sur-Limagnole, à la limite des communes de Fontans et de Rimeize.

### Départements et communes traversées
- Lozère : Malbouzon, Fau-de-Peyre, Aumont-Aubrac, Rimeize.

### Organisme gestionnaire

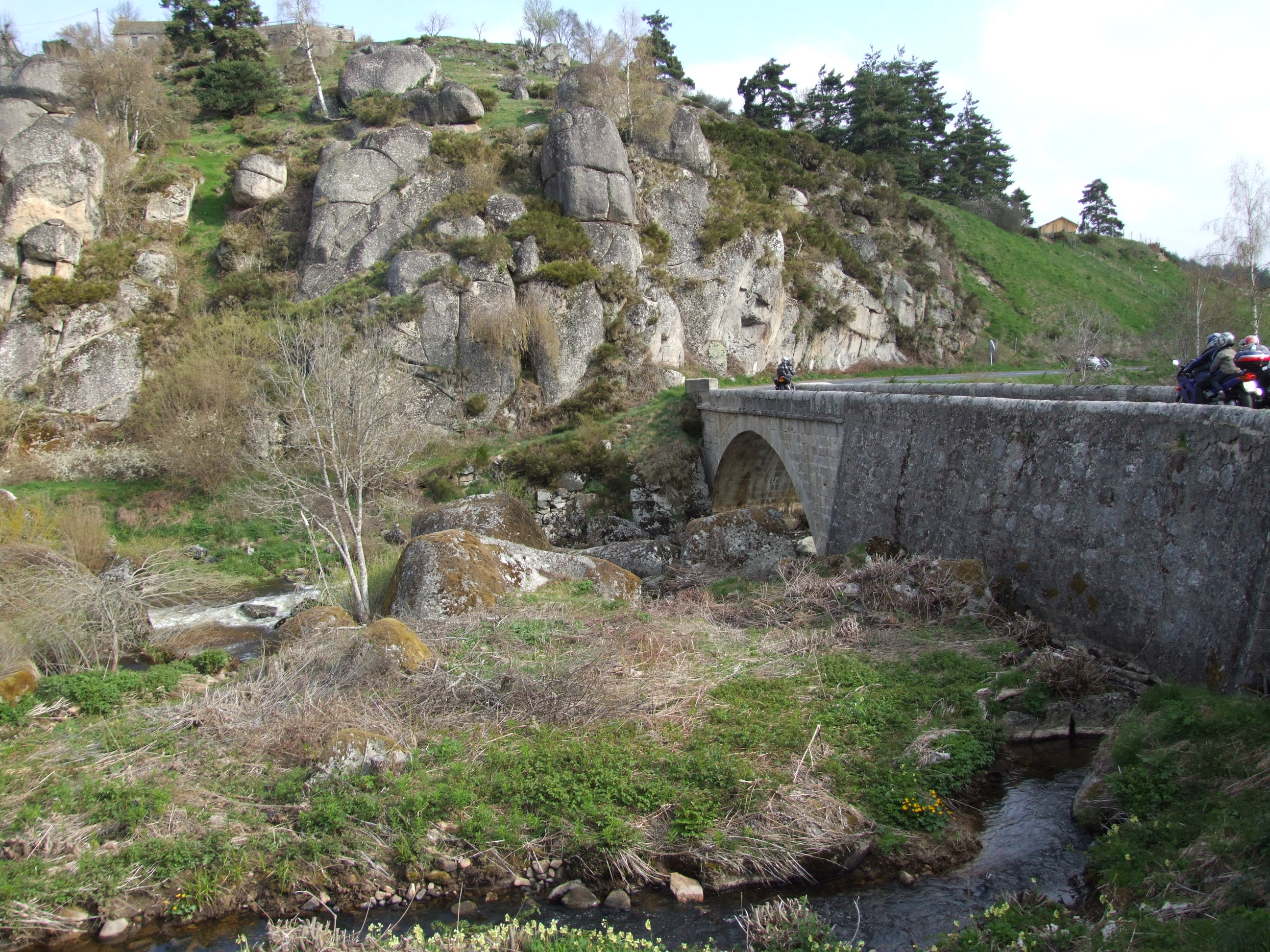
Pont sur la Rimeize près de Rouchat

## Principaux affluents
- Ruisseau de Beylasse : 3,3 km
- Ruisseau des Jasses : 5,3 km
- Ruisseau de la Védrine : 4,8 km
- La Rivayre : 3,5 km
- Ruisseau de la Narce : 4,4 km
- Ruisseau Riou Frech : 4,3 km
- La Rimeizenc : 5,2 km
- Ruisseau des Rivières : 4,7 km
- le Chapouillet : 16,5 km

## Hydrologie

### La Rimeize à Rimeize
Le débit de la Rimeize a été observé durant une période de 38 ans (1971-2008), à Rimeize, localité du département de la Lozère située peu avant son confluent avec la Truyère. La surface ainsi étudiée est de 116 km2, soit seulement 60 % de la totalité du bassin versant du cours d'eau, l'important débit du Chapouillet n'étant pas inclus dans les chiffres.
Le module de la rivière (sans le Chapouillet) à Rimeize est de 1,86 m3/s.
La Rimeize est une rivière peu régulière. Elle présente des fluctuations saisonnières de débit bien marquées, comme bien des cours d'eau de la région. Les hautes eaux se déroulent de la fin de l'automne jusqu'au printemps et se caractérisent par des débits mensuels moyens allant de 1,94 à 2,93 m3/s, de novembre à mai inclus (avec un maximum en février). Au mois de juin, le débit diminue fortement ce qui mène rapidement aux basses eaux d'été qui ont lieu de juillet à septembre, entraînant une baisse du débit mensuel moyen jusqu'au plancher de 0,527 m3/s au mois d'août. Dès le mois d'octobre, le débit remonte rapidement. Mais ces moyennes mensuelles cachent des fluctuations plus prononcées sur de courtes périodes ou selon les années.

### Étiage ou basses eaux
Aux étiages, le VCN3 peut chuter jusque 0,096 m3/s en cas de période quinquennale sèche, ce qui ne peut être considéré comme très sévère.

### Crues
Les crues peuvent être très importantes, proportionnellement à la taille réduite du bassin versant de la rivière. Les QIX 2 et QIX 5 valent respectivement 28 et 45 m3/s. Le QIX 10 est de 55 m3/s, le QIX 20 de 65 m3/s, tandis que le QIX 50 se monte à 78 m3/s.
Le débit instantané maximal enregistré à Rimeize a été de 119 m3/s le 5 novembre 1994, tandis que la valeur journalière maximale était de 62,2 m3/s le même jour. Si l'on compare la première de ces valeurs à l'échelle des QIX de la rivière, l'on constate que cette crue était bien plus importante que la crue cinquantennale définie par le QIX 50, et donc tout à fait exceptionnelle.

### Lame d'eau et débit spécifique
La Rimeize est une rivière abondante. La lame d'eau écoulée dans son bassin versant est de 506 millimètres annuellement, ce qui est nettement supérieur à la moyenne d'ensemble de la France (plus ou moins 320 millimètres/an). C'est aussi supérieur à la moyenne du bassin du Lot (446 millimètres/an). Le débit spécifique (ou Qsp) atteint le chiffre solide de 16 litres par seconde et par kilomètre carré de bassin.